# Phil.Cologne
Die Phil.Cologne (Eigenschreibweise phil.cologne) ist ein internationales Festival für Philosophie, das seit 2013 jährlich in Köln stattfindet.
Das Festival soll einem breiten Publikum auch außeruniversitär einen Zugang zur Philosophie ermöglichen. Ähnlich zur Lit.Cologne geht die phil.cologne als Festival dabei über Bücher und Schriften als Medium hinaus. Stattdessen, wird der Austausch von Gedanken über das Gespräch erfahrbar. Auf einer Bühne führen bei den einzelnen Veranstaltungen meist ein Philosoph und ein weiterer Gast einen 90-minütigen Dialog, den das Publikum verfolgt. Es finden aber auch Gesprächsrunden mit mehreren Gästen statt, die von einem Philosophen moderiert werden. Die Gäste bzw. Gesprächsteilnehmer sind neben Philosophen u. a. Wissenschaftler, Publizisten, Künstler, Politiker oder Schriftsteller. Die Gespräche widmen sich einzelnen Themen, welche oft aus aktuellen Diskursen stammen. Es werden aber auch andere relevante Themen besprochen und mit einem philosophischen Blick betrachtet. Einige Veranstaltungen werden zudem im Radio auf WDR 5 übertragen. Im Jahr 2017 fanden 36 Veranstaltungen für Erwachsene und 18 für Kinder und Jugendliche statt. In der Festival- und Programmleitung sind u. a. Wolfram Eilenberger, Svenja Flaßpöhler, Gert Scobel und Jürgen Wiebicke beteiligt. Die phil.cologne gilt als größtes Festival seiner Art in Europa mit jährlich über 10.000 Besuchern.

## Termine und Teilnehmer
| Nr. | Jahr | Zeitraum          | Teilnehmer |
| --- | ---- | ----------------- | --- |
| 1   | 2013 | 26.–30. Juni      | chronologisch: Richard David Precht, Sahra Wagenknecht, Johann Friedrich Spittler, Petra Gehring, Wolfgang Ullrich, Michael Erlhoff, Frank Schirrmacher, Ranga Yogeshwar, Wolfgang Buschlinger, Josef Früchtl, Kurt Bayertz, Margot Käßmann, Thomas Christaller, Michael Pauen, Simon Eickhoff, Reinhold Ewald, Klaus Mainzer, Frank Schätzing, Ralf Stoecker, Rüdiger Safranski, Joe Bausch, Oswald Schwemmer, Robert Pfaller, Harald Welzer, Philippe Van Parijs, Jürgen Trabant, Wolfgang Welsch, Rupert Neudeck, Christian Brückner, Martin Reinke, Hartmut Rosa, Udo Dahmen, Byung-Chul Han, Hannes Rusch, Thomas Strässle, Alice Lagaay, Theo Roos, Martin Stankowski, Gunter Gebauer, Volker Finke, Christian Brückner, Mirjam Schaub, Alexandre Lacroix, Jörg Thadeusz, Ariadne von Schirach, Tilman Rammstedt, Robert Pfaller, Barbara Vinken |
| 2   | 2014 | 19.–25. Mai       | chronologisch: Lukas Meyer, Jürgen Wiebicke, Will Kymlicka, Hilal Sezgin, Gunther Nogge, Hartmut Rosa, Seyla Benhabib, Claus Leggewie, Thomas Pogge, Jürgen Wiebicke, Martin Walser, Aleida Assmann, Christoph Menke, Christiane Voss, Wilhelm Vossenkuhl, Wolfgang Beltracchi, Kurt Flasch, Petra Bahr, Sandro Gaycken, Herfried Münkler, Bernard-Henri Lévy, Frank Schirrmacher, Lilo Wanders, Luca di Blasi, Bascha Mika, Thomas Metzinger, Ulrich Ott, Ruth Pfau, Rupert Neudeck, Annette Schavan, Reinhard Merkel, Michael Skirl, Thomas Kapielski, Susanne Boshammer, Harald Lesch, Wolfgang Buschlinger, Michael Hampe, Michael de Ridder, Christiane zu Salm, Heiner Klemme, Theo Roos, Martin Stankowski, Rüdiger Safranski, Peter Trawny, Peter Sloterdijk, Rahel Jaeggi, Markus Gabriel Den Meister-Eckhart-Preis erhielt Seyla Benhabib. |
| 3   | 2015 | 27. Mai – 3. Juni | chronologisch: Abdel-Hakim Ourghi, Christoph Türcke, Stefan Klein, Harald Schmidt, Mary Bauermeister, Susan Neiman, Christiane Woopen, Melanie Kretschmann, Andreas Weber, Martin Rütter, Wolfgang Welsch, Harald Welzer, Reinhard Merkel, Lamya Kaddor, Eberhard Schockenhoff, Barbara Vinken, Heinz Bude, Michel Friedman, Harald Welzer, Per Leo, Matthias Greffrath, Jürgen Wiebicke, Slavoj Žižek, Hartmut Rosa , Harald Lesch, Michael Hampe, Marc Wittmann, Eric Jarosinski, Reinhold Messner, Franz Müntefering, Torsten Nahm, Saskia Wendel, Quichotte, Michael Gees, Ulrich Schütte, Peter Singer, Roger Clarke, Milena Karas, Stefan Lorenz Sorgner, Wolfgang Buschlinger, Elsa Romfeld, Klaus Mainzer, Miriam Meckel, Garrelt Duin, Konrad Paul Liessmann, Sylvia Löhrmann, Volker Gerhardt, Jürgen Trittin, Christoph Menke, Michael Quante, Charles Taylor, Markus Gabriel, Ranga Yogeshwar, Robert Pfaller, Daniel Schreiber, Jan Philipp Reemtsma, Gunter Gebauer, Jürgen Kippenhan, Michael J. Sandel, Robert Pfaller, Friedrich Wilhelm Graf, Susanne Boshammer, Stefanie Saghri, Miriam Holzapfel, Janina Sombetzki, Ralph Erdenberger, Patrizia Nanz |
| 4   | 2016 | 17.–24. Mai       | chronologisch: Christopher Clark, Ágnes Heller, Richard David Precht, Norbert Bolz, Axel Honneth, Andreas Rödder, Rudolf Taschner, Volker Handon, Harald Welzer, Markus Gabriel, Jürgen Kippenhan, Christian Schwägerl, Rüdiger Safranski, Nicola Gründel, Hans-Joachim Höhn, Mouhanad Khorchide, Niklas Kohrt, Guido Lambrecht, Michael Schmidt-Salomon, Jörg Baberowski, Barbara Vinken, Elmar Salmann, Lambert Wiesing, Wilhelm Schmid, Claus Leggewie, Patrizia Nanz, Heinz Bude, Bernhard Pörksen, Peter Sloterdijk, Philipp Hübl, Susanne Lüdemann, Philipp Felsch, Frank Witzel, Harald Lesch, Markus Lüpertz, Hanno Rauterberg, Michael Gees, Otfried Höffe, Quichotte, Janina Sombetzki, Harald Welzer, Peter Zudeick |
| 5   | 2017 | 6.–13. Juni       | Ulrike Ackermann, Peter-André Alt, Kurt Bayertz, Barbara Bleisch, Norbert Bolz, Werner Borgers, Susanne Boshammer, Yves Bossart, Patrick Breitenbach, Fritz Breithaupt, Bazon Brock, Wolfgang Büscher, Wolfgang Buschlinger, Michael Butter, Andreas Cassee, Daniel Cohn-Bendit, Randi Crott, Sabine Dengel, Thea Dorn, Wolfram Eilenberger, Ralph Erdenberger, Svenja Flaßpöhler, Luciano Floridi, Carlos Fraenkel, Joachim Frank, Susanne Fritz, Markus Gabriel, Tristan Garcia, Manfred Geier, Carl Friedrich Gethmann, Stefan Gosepath, Friedrich Wilhelm Graf, Mathias Greffrath, Matthias Gronemeyer, Alfred Grosser, Ulrike Guérot, Isabelle Guntermann, Rainer Hank, Ann-Marlene Henning, Ulrike Herrmann, Mike Herting, Michael Hochgeschwender, Yvonne Hofstetter, Miriam Holzapfel, Christoph Jamme, Stefanie Junker, Gilles Kepel, Florian Kessler, Jürgen Kippenhan, Sebastian Knell, Nils Köbel, Michael Köhlmeier, Stefan Koldehoff, Karl Lamers, David Lauer, Claus Leggewie, Stephan Lessenich, Konrad Paul Liessmann, Janina Loh, Jonas Lüscher, Olga Mannheimer, Reinhard Merkel, Claudia Michelsen, Simone Rosa Miller, Robert Misik, Yascha Mounk, Sascha Mühlenberg, Paulus Müller, Patrizia Nanz, Armin Nassehi, Catherine Newmark, Julian Nida-Rümelin, Axel Ockenfels, Marcia Pally, Michael Pauen, Arnd Pollmann, Bernhard Pörksen, Richard David Precht, Michael Quante |
| 6   | 2018 | 4.–9. Juni        | Sibylle Anderl, Jörg Bernardy, Barbara Bleisch, Luc Boltanski, Norbert Bolz, Susanne Boshammer, Yves Bossart, Rutger Bregman, Heinz Bude, Wolfgang Buschlinger, Christoph Butterwegge, Heike Delitz, Claus Dierksmeier, Rolf Dobelli, Wolfram Eilenberger, Ralph Erdenberger, Simon Erll, Arnaud Esquerre, Svenja Flaßpöhler, Joachim Frank, Marie-Luisa Frick, Susanne Fritz, Markus Gabriel, Katja Gentinetta, Isabelle Guntermann, Gregor Gysi, Robert Habeck, Verena Friederike Hasel, Norbert J. Heikamp, Vincent F. Hendricks, Roland W. Henke, Mike Herting, Michael Hesse, Miriam Holzapfel, Siri Hustvedt, Hans Joas, Alexander Khuon, Thomas Krüger, Konrad Paul Liessmann, Adrian Lobe, Janina Loh, Maria-Sibylla Lotter, Pankaj Mishra, Sascha Mühlenberg, Jan-Werner Müller, Armin Nassehi, Jürgen Neffe, Catherine Newmark, Jürgen Osterhammel, Robert Pfaller, Arnd Pollmann, Richard David Precht, Bernhard Pörksen, Quichotte, Andreas Reckwitz, Theo Roos, Nikolaus Röttger, Stefanie Saghri, Gert Scobel, Andreas Urs Sommer, Stephanie Sonntag, Stefan Lorenz Sorgner, Martin Stankowski, Gerhard Thiele, Eva von Redecker, Thomas Wagenknecht, Elisabeth Wehling, Saskia Wendel, Cai Werntgen, Jürgen Wiebicke, Ranga Yogeshwar, Klaus Cäsar Zehrer, Volker Zotz, Peter Zudeick. Der gleichfalls angekündigte Sigmar Gabriel musste absagen.                                  |
| 7   | 2019 | 3.–9. Juni        | Sibylle Anderl, Sarah Bakewell, Salomé Balthus, Thomas Bauer, Christoph Biermann, Frank Biess, Barbara Bleisch, Gernot Böhme, Susanne Boshammer, Thomas Broich, Michael von Brück, Joti Chatzialexiou, Peter Dabrock, Thea Dorn, Wolfram Eilenberger, Giulia Enders, Ralph Erdenberger, Dominik Erhard, Svenja Flaßpöhler, Joachim Frank, Marie-Luisa Frick, Susanne Fritz, Markus Gabriel, Gunter Gebauer, Mathias Greffrath, Florian Grosser, Stephan Grünewald, Isabelle Guntermann, Robert Habeck, Michael Hampe, Verena Friederike Hasel, Mike Herting, Michael Hesse, Manfred Holodynski, Miriam Holzapfel, Philipp Hübl, Eva Illouz, Verena Kast, Florian Kessler, Parag Khanna, Sarah King, Hannes Loh, Thomas Macho, Claus-Steffen Mahnkopf, Klaus Mainzer, Paul Mason, Harald Meller, Reinhard Merkel, Simone Miller, Sascha Mühlenberg, Herfried Münkler, Christian Neuhäuser, Peter Neumann, Catherine Newmark, Ulrich Ott, Arnd Pollmann, Christoph Quarch |
| 8   | 2020 | 13.–17. September | Georg W. Bertram, Barbara Bleisch, Yves Bossart, Wolfram Eilenberger, Svenja Flaßpöhler, Joachim Frank, Susanne Fritz, Markus Gabriel, Valentin Groebner, Michael Hesse, Lisz Hirn, Michael Hirz, Matthias Horx, Millay Hyatt, Henrik Jäger, Paul J. Kohtes, Stefan Koldehoff, Julian Nida-Rümelin, Wolfgang Reinhard, Michael Rüsenberg, Christian Schärf, Bernhard Schlink, Susanne Schmetkamp, Peter Sloterdijk, Martin Stankowski, Bernd Stegemann, Hendrik Streeck, Veye Tatah, Dieter Thomä, Wolfgang Ullrich, Klaus Vieweg, Elisabeth Wehling, Jürgen Wiebicke |
| 9   | 2021 | 2.–8. September   | Sibylle Anderl, Armen Avanessian, Anja Backhaus, Barbara Bleisch, Susanne Boshammer, Yves Bossart, Carolin Courts, Asal Dardan, Thea Dorn, Wolfram Eilenberger, Aladin El-Mafaalani, Samira El Ouassil, Ralph Erdenberger, Tobias Esch, Niall Ferguson, Svenja Flaßpöhler, Christiane Florin, Joachim Frank, Michel Friedman, Susanne Fritz, Markus Gabriel, Gerd Gigerenzer, Sam Ginn, Thomas Großbölting, Hans Ulrich Gumbrecht, Isabelle Guntermann, Michael Hampe, Michael Hirz, Miriam Holzapfel, Tilo Jung, Vera King, Gaspard Koenig, Gerd Köster, Paul J. Kohtes, Karl Lauterbach, Harry Lehmann, Klaus Mainzer, Kirsten Meyer, Sascha Mühlenberg, Luisa Neubauer, Christian Neuhäuser, Mai Thi Nguyen-Kim, Julian Nida-Rümelin, Arnd Pollmann, Richard David Precht, Andreas Reckwitz, Trond Reinholdtsen, Doris Reisinger, Bernhard Robben, Stephanie Rohde, Hartmut Rosa, Stefanie Saghri, Mithu Sanyal, Frank Schätzing, Christian Schiffer, Regina Schilling, Wilhelm Schmid, Wolfgang M. Schmitt, Veronika Schoop, Alex Schulman, Gert Scobel, Elif Şenel, Jens Söring, Bernd Stegemann, Klaus Theweleit, Bernd Ulrich, Martin Verg, Marco Wehr, Harald Welzer, Franz Josef Wetz, Jürgen Wiebicke |
| 10  | 2022 | 8.–14. Juni       | Aleida Assmann, Anja Backhaus, Barbara Bleisch, Susanne Boshammer, Elke Büdenbender, Christian Budnik, Carolin Courts, Adrian Daub, Nicole Deitelhoff, Thea Dorn, Elizabeth Duval, Wolfram Eilenberger, Nadja El Kassar, Ralph Erdenberger, Dominik Erhard, Svenja Flaßpöhler, Ferdos Forudastan, Joachim Frank, Jörg Phil Friedrich, Bärbel Frischmann, Susanne Fritz, Markus Gabriel, Elke Gaugele, Gunter Gebauer, Stephan Grünewald, Isabelle Guntermann, Gregor Gysi, Michael Hampe, Sarah Held, Lisa Herzog, Michael Hüther, Thomas Kater, Charlotte Klonk, Gerald Knaus, Marie-Christine Knop, Gerd Koenen, Annekathrin Kohout, Paul J. Kohtes, Şeyda Kurt, Birgit Langebartels, Helmut Lethen, Hannes Loh, Ijoma Mangold, Viktor Mayer-Schönberg, John McWhorter, Reinhard Merkel, Sonia Mikich, Cornelia Mooslechner-Brüll |
| 11  | 2023 | 6.–13. Juni       | Carolin Amlinger, Gerhart Baum, Norbert Bolz, Mercedes Bunz, Isolde Charim, Adrian Daub, Kai Diekmann, Wolfram Eilenberger, Marie-Luisa Frick, Michel Friedman, Markus Gabriel, Anke Graneß, Andreas Grötzinger, Nicola Gründel, Stephan Grünewald, Robert Habeck, Michael Hampe, Ulrike Herrmann, Axel Honneth, Matthias Horx, Verena Kast, Paul J. Kohtes, Alexandra Kraus, Birgit Klein, Antonio Krüger, Per Leo, Stephan Lessenich, Christoph Menke, Thomas Metzinger, Martin Mittelmeier, Oliver Nachtwey, Sighard Neckel, Mona Neubaur, Christoph Neuberger, Elif Özmen, Elliot Page, Corine Pelluchon, Maximilian Pollux, Alexander Poraj, Eva von Redecker, Emilia Roig, Michael J. Sandel, Wilhelm Schmid , Olaf Scholz, Florian Schroeder, Michael Seewald, Nadia Shehadeh, Peter Sloterdijk, Martin Stankowski, Ece Temelkuran, Zhao Tingyang, Olga Tokarczuk, Sandra Venghaus, Frans de Waal, Sahra Wagenknecht, Mark Waschke, Sara Weber, Jean-Pierre Wils, Peter Wohlleben, Christiane Woopen, Slavoj Žižek |